# Moore und Buchenwälder zwischen Etterschlag und Fürstenfeldbruck
Moore und Buchenwälder zwischen Etterschlag und Fürstenfeldbruck este o arie protejată (arie specială de conservare — SAC, sit de importanță comunitară — SCI) din Germania întinsă pe o suprafață de 792,7 ha, integral pe uscat.

## Localizare
Centrul sitului Moore und Buchenwälder zwischen Etterschlag und Fürstenfeldbruck este situat la coordonatele 48°07′18″N 11°13′02″E / 48.1217°N 11.2172°E.

## Înființare
Situl Moore und Buchenwälder zwischen Etterschlag und Fürstenfeldbruck a fost declarat sit de importanță comunitară în noiembrie 2004 pentru a proteja 1 specie de plante și 4 specii de animale. Situl a fost protejat și ca arie specială de conservare în aprilie 2016.

## Biodiversitate
Situată în ecoregiunea continentală, aria protejată conține 15 habitate naturale: Lacuri eutrofice naturale cu vegetație de tip Magnopotamion sau Hydrocharition, Pajiști uscate seminaturale și facies de acoperire cu tufișuri pe substraturi calcaroase (Festuco-Brometalia) (* situri importante pentru orhidee), Pajiști uscate seminaturale și facies de acoperire cu tufișuri pe substraturi calcaroase (Festuco-Brometalia) (* situri importante pentru orhidee), Formațiuni ierboase bogate în specii de Nardus, dezvoltate pe substraturi silicioase în zone montane (și în zone submontane, în Europa continentală), Pajiști cu Molinia pe soluri calcaroase, turboase sau argilos-nămoloase (Molinion caeruleae), Liziere de ierburi înalte hidrofile de câmpie și de nivel montan până la alpin, Fânețe de joasă altitudine (Alopecurus pratensis, Sanguisorba officinalis), Mlaștini oligotrofe degradate, capabile încă de regenerare naturală, Mlaștini turboase de tranziție și turbării mișcătoare, Izvoare petrifiante cu formare de travertin (Cratoneurion), Mlaștini alcaline, Păduri de fag Asperulo-Fagetum, Păduri pe pante, grohotișuri și ravene de Tilio-Acerion, Mlaștini împădurite, Păduri aluvionare cu Alnus glutinosa și Fraxinus excelsior (Alno-Padion, Alnion incanae, Salicion albae).
La baza desemnării sitului se află mai multe specii protejate:
- plante (1): papucul doamnei (Cypripedium calceolus)
- amfibieni (2): izvoraș-cu-burta-galbenă (Bombina variegata), triton cu creastă (Triturus cristatus)
- nevertebrate (2): libelule (Leucorrhinia pectoralis), Unio crassus